# Tibet-Wacholder
Der Tibet-Wacholder (Juniperus tibetica) ist eine Pflanzenart aus der Familie der Zypressengewächse (Cupressaceae). Er ist in China heimisch.

## Beschreibung
Der Tibet-Wacholder wächst als immergrüner Baum selten auch als Strauch, der Wuchshöhen von bis 30 Metern erreichen kann. Die Zweige stehen dicht oder locker angeordnet an den Ästen und haben einen runden bis viereckigen Querschnitt.
Es werden zwei Formen von Blättern ausgebildet. Die nadelförmigen Blätter findet man an Keimlingen und jungen Bäumen. Sie werden 4 bis 8 Millimeter lang und stehen in Dreierwirteln zusammen. Die Schuppenblätter sind bei einer Länge von 1 bis 3 Millimetern ei- bis rautenförmig geformt und stehen kreuzgegenständig, manchmal auch in Dreierwirteln an den Zweigen. Ihre Spitze ist stumpf und in der Mitte der Blattunterseite befindet sich eine auffällige, linear-elliptisch bis linear geformte Blattdrüse.
Der Tibet-Wacholder ist einhäusig-getrenntgeschlechtig (monözisch), selten auch zweihäusig (diözisch). Die männlichen Blütenzapfen sind bei einem Durchmesser von etwa 2 Millimetern annähernd kugelig geformt. Sie enthalten sechs bis acht Mikrosporophylle, welche je zwei bis drei Pollensäcken tragen. Die aufrecht stehenden, weiblichen Beerenzapfen sind bei einer Länge von 0,9 bis 1,6 Zentimetern und einer Dicke von 0,7 bis 1,3 Zentimetern eiförmig bis annähernd kugelig geformt. Zur Reife hin sind sie braun oder schwarz bis purpurschwarz gefärbt. Jeder Zapften trägt ein Samenkorn. Die Samen sind bei einer Länge von 7 bis 11 Millimetern und einer Breite von 6 bis 8 Millimetern eiförmig, selten auch verkehrt-eiförmig oder kugelig geformt und weisen Harzgruben auf.

## Verbreitung und Standort
Das natürliche Verbreitungsgebiet des Tibet-Wacholders liegt in China. Es umfasst dort den Süden Gansus, den Süden Qinghais, Sichuan sowie den Osten und den Süden des Autonomen Gebietes Tibet.
Der Tibet-Wacholder gedeiht in Höhenlagen von 2700 bis 4800 Metern. Er kommt vor allem in Wäldern, welche an Berghängen wachsen, sowie in Gebirgstälern vor.

## Nutzung
Das Holz des Tibet-Wacholders wird genutzt.

## Systematik
Die Erstbeschreibung als Juniperus tibetica erfolgte 1924 durch Wladimir Leontjewitsch Komarow in Botanicheskie Materialy Gerbariya Glavnogo Botanicheskogo Sada RSFSR, Band 5, Seite 27. Synonyme für Juniperus tibetica Kom. sind Juniperus distans Florin, Juniperus potaninii Kom., Juniperus zaidamensis Kom. sowie Sabina tibetica (Kom.) W.C. Cheng & L.K. Fu.

## Gefährdung und Schutz
Der Tibet-Wacholder wird in der Roten Liste der IUCN als „nicht gefährdet“ eingestuft. Es wird jedoch darauf hingewiesen, dass eine erneute Überprüfung der Gefährdung notwendig ist.